# Brachytheciastrum paradoxum
Brachytheciastrum paradoxum là một loài Rêu trong họ Brachytheciaceae. Loài này được (Hook. f. & Wilson) Ignatov & Huttunen mô tả khoa học đầu tiên năm 2002.